# Aspalathus longifolia
Aspalathus longifolia är en ärtväxtart som beskrevs av George Bentham. Aspalathus longifolia ingår i släktet Aspalathus och familjen ärtväxter. Inga underarter finns listade i Catalogue of Life.